# Фредерик Чілуба
Фредерик Джейкоб Тітус Чілуба (англ. Frederick Jacob Titus Chiluba; 30 квітня 1943 — 18 червня 2011) — замбійський політик, перший президент країни після відновлення багатопартійної системи.

## Життєпис
Народився 30 квітня 1943 року у Кітве, що у центральній частині Замбії (тоді — Північна Родезія). Навчався у школі в Кавамбві, звідки його відрахували за політичну активність, і він став водієм автобуса. Далі навчався у Лусаці, потім — у США та Великій Британії. Коли 1967 року повернувся на батьківщину, працював посильним у крамниці та помчником бухгалтера на копальні.
Первинно був прибічником ідей соціалізму у формі «замбійського гуманізму» та навіть деяких зі своїх дітей назвав на честь борців за соціалістичні ідеї (Мікояном, Тіто, Кастро та Гортензією). Однак, згодом, очоливши державу, повів політику приватизації й підтримки приватного бізнесу. 1974 року очолив профспілковий рух країни, став головою Конгресу профспілок Замбії (1974—1990) та поступово перейшов до опозиції.
1991 року, після багатопартійних виборів у Замбії перемогу здобула партія Чілуби «Рух за багатопартійну демократію», а сам Чілуба 2 листопада став другим президентом в історії своєї країни, але першим, хто був обраний демократичним шляхом. Повторно був обраний на пост глави держави 1996. Провів безліч соціальних та політичних реформ, але був звинувачений у корупції та змушений піти у відставку. 2003 року був заарештований. Судове розслідування, що тривало 6 років, позначилось на його здоров'ї, хоч усі звинувачення зрештою було знято.
Помер 18 червня 2011 року у власному будинку в Лусаці від інфаркту

## Родина
Чілуба був двічі одружений. Від шлюбу з першою дружиною Вірою Тембо, з якою вони розлучились за 33 роки спільного життя 2000, мав 9 дітей. Його дружина вела власну активну політичну діяльність, стала головою жіночої фракції урядової партії «Рух за багатопартійну демократію», була обрана депутатом до замбійського парламенту та стала заступником міністра охорони навколишнього середовища 2006 року. Фредерик Чілуба невдовзі одружився з Реґіною Мванза.